# Teinurosaurus
Teinurosaurus (лат.) — вымерший род динозавров-теропод, окаменелые остатки которого были обнаружены в позднеюрских (титон) отложениях Франции. Типовой и единственный вид — Teinurosaurus sauvagei. 

## Открытие и история изучения
Голотип (хвостовой позвонок) был обнаружен в 1897 году в титонской формации Mont-Lambert. В том же году французский палеонтолог Анри-Эмиль Соваж отнёс этот хвостовой позвонок, хранившийся в коллекции Геологического музея Булонь-сюр-Мер, к Iguanodon prestwichii (ныне выделяется в отдельный род Cumnoria).
В 1928 году барон Франц Нопча определил, что окаменелость является позвонком теропода, а не орнитопода. назвав новый род Teinurosaurus (название происходит от греческих слов teinein, «растягивать», и oura, «хвост», что указывает на вытянутую форму кости). Однако по ошибке печатника сноска, в которой упоминалось новое название, была помещена не в конец раздела, посвящённого окаменелости, а рядом с цитатой о Saurornithoides, что создало ложное впечатление, будто Нопча намеревался переименовать последний род. Обнаружив опечатку, Нопча в 1929 году добавил к статье дополнение, исправив ошибку.
В 1932 году немецкий палеонтолог Фридрих фон Хюне снова описал ископаемое, дав ему новое название Caudocoelus sauvagei («Caudocoelus» в переводе с латыни означает "полый хвост"; видовое название — дань уважения Соважу, автору первого описания). Название Teinurosaurus было забыто и даже не считалось синонимом «Caudocoelus», пока в 1969 году Джон Остром не указал на приоритет первого названия. Остром также отметил, что Нопча не привёл видового названия. В 1978 году Джордж Ольшевский первым объединил два названия, сделав Teinurosaurus sauvagei (von Huene, 1932) действительным названием вида.
Голотип (первоначально зарегистрированный как MGB 500, ныне BHN2R 240) представляет собой дистальный хвостовой позвонок длиной 152 миллиметра. Ряд авторов (например, Lapparent 1967; Galton 1982) считали, что голотип был уничтожен во время Второй мировой войны, но, как отмечают Buffetaut и др. (1991), экземпляр сохранился до сих пор.
Teinurosaurus рассматривался фон Хюне как представитель Coeluridae.